# Celní správa České republiky

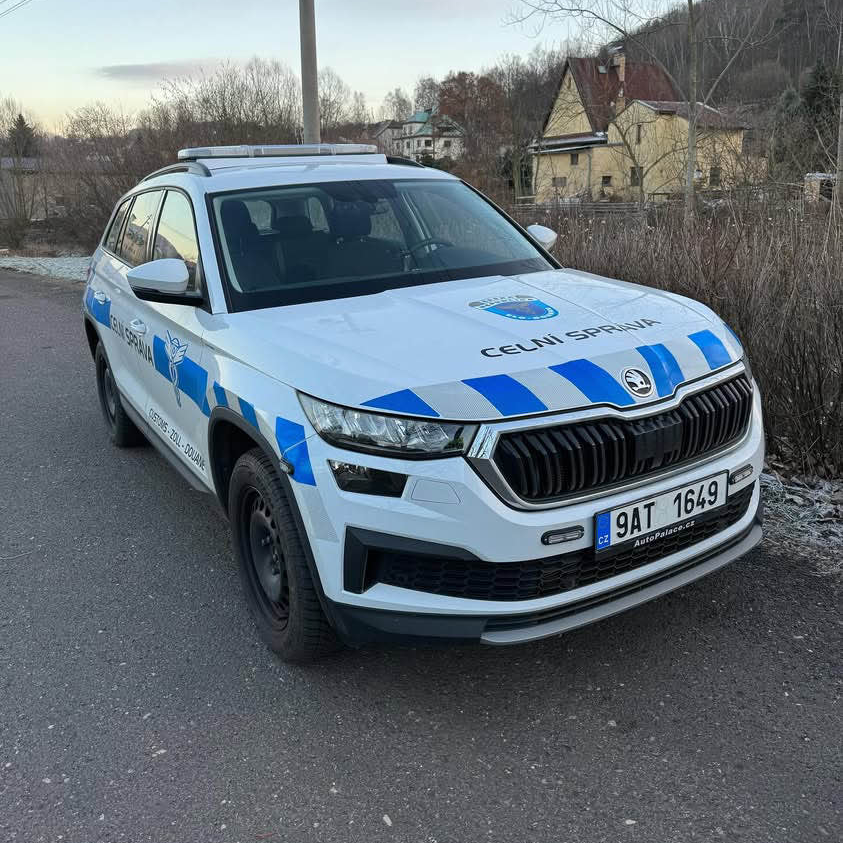
Vozidlo Celní správy České republiky

Celní správa České republiky (CS ČR) je soustava správních orgánů a ozbrojený bezpečnostní sbor České republiky, celní správa, jejímž cílem je ochrana ekonomických a bezpečnostních zájmů České republiky, Evropské unie a jejích občanů, aktivní podpora obchodu a boj proti podvodům. Vznikla 1. ledna 1993 z československé Ústřední celní správy na základě zákona č. 13/1993 Sb., celního zákona. Činnost CS ČR se řídí podle zákona č. 17/2012 Sb., zákona o Celní správě České republiky. Celní správa provádí celní řízení a správu spotřebních daní na území ČR. Dále provádí vyšetřování daňových trestních činů a řeší další celní daňové delikty v rámci správního řízení. Některá oddělení mají proto postavení policejního orgánu a díky svým kompetencím se také účastní v boji proti terorismu a organizovanému zločinu. Příslušníci CS ČR také vykonávají další kontrolní činnosti dané jim zákony, například kontroly zaměstnávání cizinců nebo při ochraně práv duševního vlastnictví.
Celníci jsou ve služebním poměru, který upravuje zákon č. 361/2003 Sb., o služebním poměru příslušníků bezpečnostních sborů. Celní správa České republiky měla v roce 2018 celkem 4325 příslušníků a dalších 1451 civilních zaměstnanců v pracovním poměru (z celkového počtu je 35 % žen). V čele Celní správy České republiky stojí generální ředitel Generálního ředitelství cel, kterým je od roku 2022 Marek Šimandl. 

## Historie
- 1. leden 1993 – vznik Celní správy České republiky
- 30. dubna 2004 – zrušení pohraničních celních útvarů v souvislosti s rozšířením Evropské unie o Česko k 1. květnu 2004.
- Zákon č. 17/2012 Sb., zákon o Celní správě České republiky
- 1. leden 2013 – změna organizační struktury, byla zrušena Celní ředitelství

## Organizační struktura

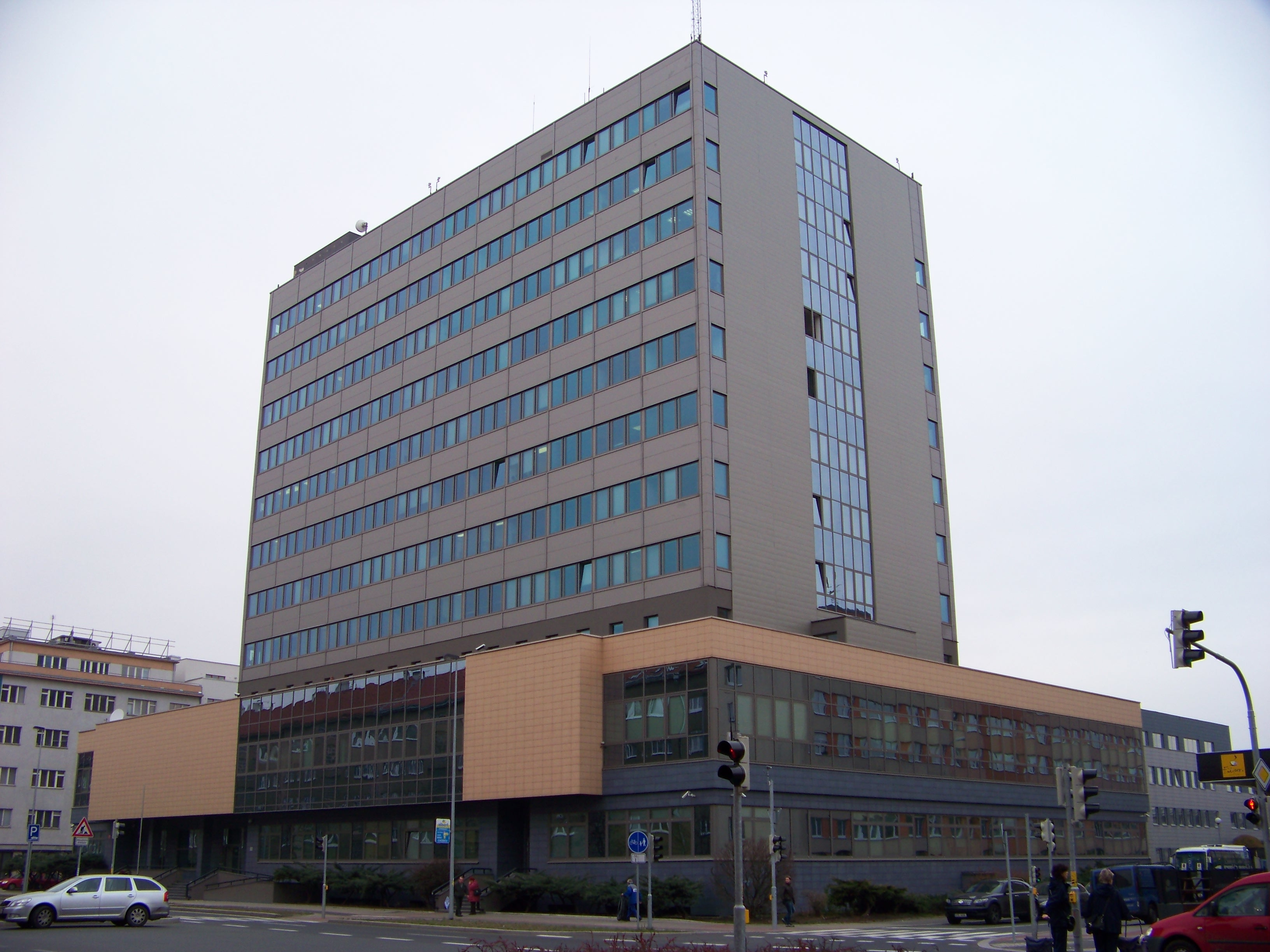
Budova Generálního ředitelství cel v Praze-Michli

Celní správa je podřízena Ministerstvu financí České republiky a má dvoustupňovou organizační strukturu.

### Generální ředitelství cel
Generální ředitelství cel je nejvyšším stupněm ve struktuře celní správy a vykonává kontrolní a metodickou činnost vůči ostatním orgánům celní správy. Dále taky vede trestní řízení u trestních činů v působnosti celní správy. Sídlí v Praze 4. Generálním ředitelem Generálního ředitelství cel CS ČR je od 8. července 2022 generálmajor Marek Šimandl. 

### Celní úřady
Na území České republiky bylo zřízeno 15 celních úřadů, které jsou podřízeny Generálnímu ředitelství cel, z toho čtrnáct celních úřadů vykonává působnost na území jednotlivých krajů. Patnáctý, Celní úřad Praha Ruzyně, vykonává působnost na území celního prostoru na letišti Václava Havla v Praze (včetně přilehlého kynologického areálu v Kněževsi), letišti Praha-Vodochody, letišti Letňany, letišti Kbely a na poště s mezinárodním provozem v Praze-Štěrboholích.
- Celní úřad pro hlavní město Prahu (sídlo Praha)
- Celní úřad pro Středočeský kraj (sídlo Praha)
- Celní úřad pro Jihočeský kraj (sídlo České Budějovice)
- Celní úřad pro Plzeňský kraj (sídlo Plzeň)
- Celní úřad pro Karlovarský kraj (sídlo Karlovy Vary)
- Celní úřad pro Ústecký kraj (sídlo Ústí nad Labem)
- Celní úřad pro Liberecký kraj (sídlo Liberec)
- Celní úřad pro Královéhradecký kraj (sídlo Hradec Králové)
- Celní úřad pro Pardubický kraj (sídlo Pardubice)
- Celní úřad pro Kraj Vysočina (sídlo Jihlava / Střítež)
- Celní úřad pro Jihomoravský kraj (sídlo Brno)
- Celní úřad pro Olomoucký kraj (sídlo Olomouc)
- Celní úřad pro Moravskoslezský kraj (sídlo Ostrava)
- Celní úřad pro Zlínský kraj (sídlo Zlín)
- Celní úřad Praha Ruzyně (sídlo Praha)

### Společná centra
Celní správa České republiky působí také společně s Policií ČR a bezpečnostními složkami sousedních států ve společných centrech, která slouží k operativní výměně informací. Aktuálně je zapojena do spolupráce v následujících společných centrech zřízených se Spolkovou republikou Německo a Polskou republikou: 
- Společné centrum česko-německé policejní a celní spolupráce Petrovice – Schwandorf
- Společné pracoviště Chotěbuz
- Společné pracoviště Kudowa Słone

Ve společných centrech s Rakouskem a Slovenskem Celní správa České republiky zastoupení nemá.

## Úkoly a pravomoci

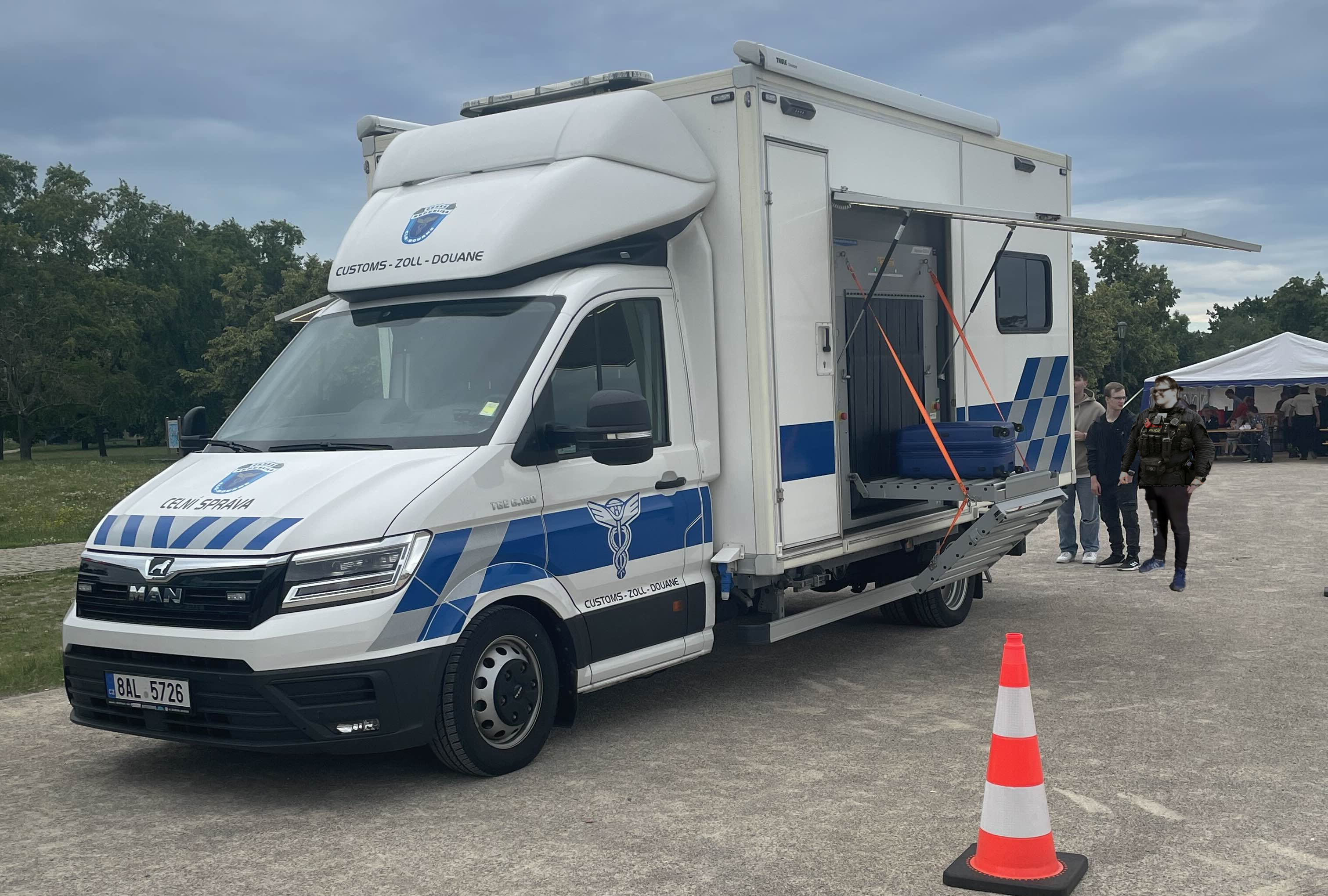
Mobilní rentgen Celní správy pro kontrolu zavazadel

Celní správa ČR je vedle správního orgánu současně i bezpečnostním sborem a její činnost zapadá do systému celního dohledu nad zbožím v rámci jednotného celního území Evropské unie a při realizaci tohoto dohledu postupuje podle jednotných celních předpisů Evropské unie (Celní kodex Společenství a prováděcí nařízení k němu, systém osvobození od dovozního cla a Společný celní sazebník Společenství). Určené útvary Celní správy ČR mají postavení policejního orgánu (orgánu činného v trestním řízení) pro trestné činy související se s níže vyjmenovanými kompetencemi, které jsou v její působnosti. Celní správa je rovněž součástí Integrovaného záchranného systému a krizového řízení České republiky.

### Celní řízení
- provádění celního dohledu a celní kontroly u dováženého, vyváženého a prováženého zboží,
- rozhodování o přidělení celně schváleného určení zboží, o zajištění celního dluhu, o podmínkách dočasného uskladnění zboží a o dočasných skladech, o zničení nebo znehodnocení zboží, o povolení používat zjednodušený postup v celním řízení, o opravách a zrušení platnosti celních prohlášení, o podmínkách provozu svobodného pásma nebo svobodného skladu, o zajištění zástavy v rámci celního zástavního práva, atd.,
- správa cla a správa daně v rozsahu a způsobem stanoveným právním předpisem upravujícím správu daní,
- povolování používat režim s hospodářskými účinky a provozovat celní sklad,
- rozhodování o určení celní hodnoty, vydávání osvědčení o původu zboží a ověřování původu zboží i po vydání osvědčení,
- kontrola dokladů potřebných k vývozu, dovozu nebo tranzitu zboží vydávaných podle zvláštních právních předpisů, kontrola dodržování obchodně politických opatření státu a Společenství, zákazů a omezení při dovozu, vývozu a tranzitu zboží a kontrola, zda jsou dodržovány i další povinnosti uložené právními předpisy v oblasti celnictví,
- řízení o porušení celních předpisů, rozhodování o zajištění zboží důležitého pro řízení o porušení celních předpisů,
- vybírání a vymáhání pokut, které celní orgány uložily, a předepsaných nákladů řízení, které nebyly zaplaceny ve lhůtě splatnosti,
- provádění kontrol celních prohlášení po propuštění zboží,
- prodej uskladněného, zajištěného, propadlého a zabraného zboží, prodej zboží, na kterém vázne celní zástavní právo,
- pátrání po zboží protiprávně dovezeném nebo vyvezeném nebo odňatém celnímu dohledu a zjišťování osob, které zboží tomuto dohledu odňaly nebo se tohoto odnětí zúčastnily, anebo toto zboží získaly.

### Správa spotřebních daní
- kompletní správa spotřebních daní, správa registru prodejců pohonných hmot,
- kontrolní činnosti u subjektů v rámci správy spotřebních daní,
- řízení o porušení právních předpisů souvisejících se správou spotřebních daní.,
- kontrola přimíchávání povinného podílu biopaliv do pohonných hmot.

### Správa energetických daní
- správa daní ze zemního plynu a některých dalších plynů, daň z pevných paliv a daň z elektřiny.

### Dělená správa
- vybírání a vymáhání peněžitých plnění, která vznikla bez vydání správního aktu ze zákona, nebo která byla uložena jinými správními úřady v řízení podle správního řádu a která jsou příjmem státního rozpočtu, státních fondů nebo rozpočtů územních samosprávních celků.

### Kontrola zaměstnávání cizinců
- kontrola plnění zákonných povinnosti související se zaměstnáváním cizinců ze zemí EU i mimo EU.

### Kontrola v oblasti silniční dopravy
- vážení nákladních vozidel,

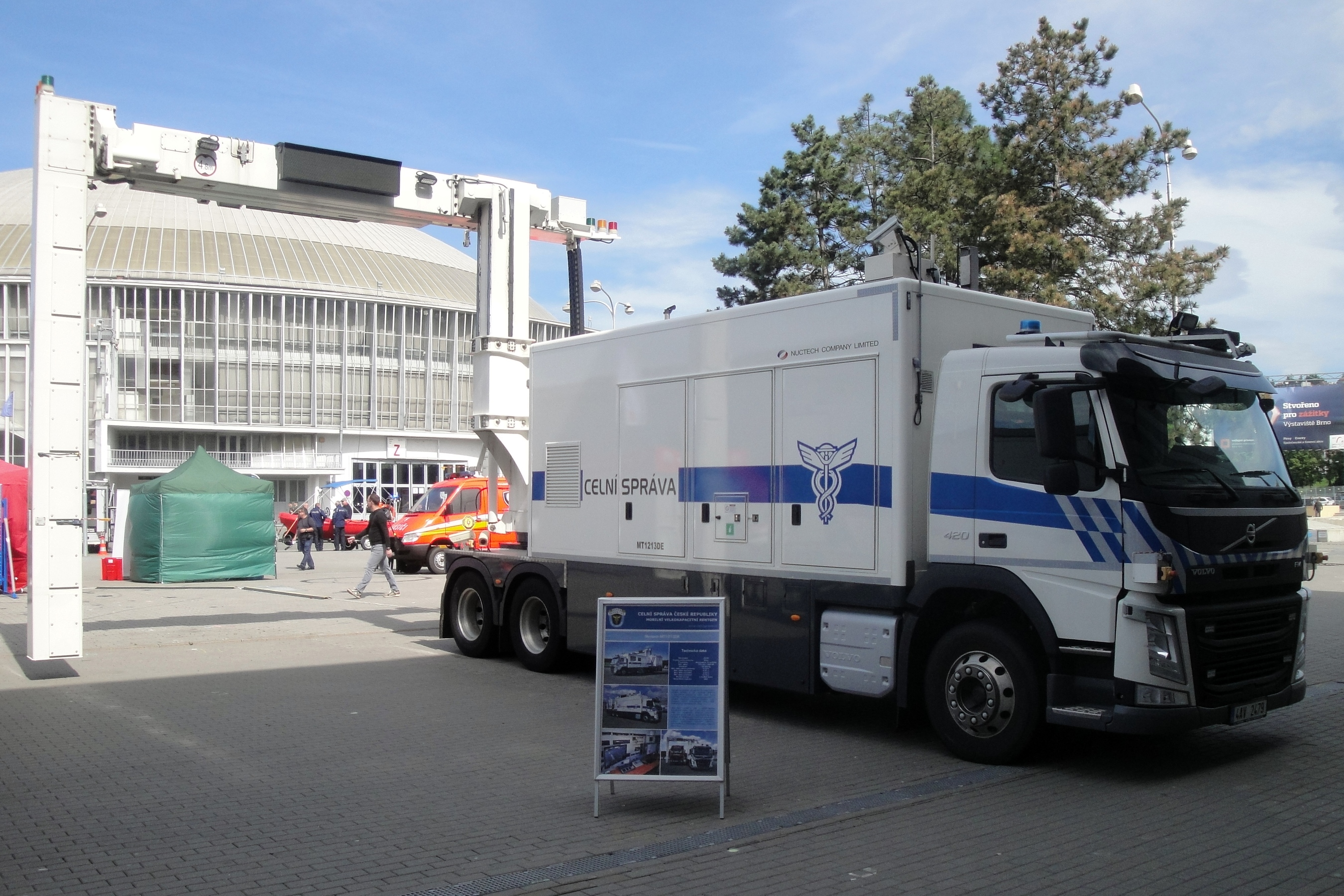
Nákladní automobil Celní správy s velkokapacitním rentgenem

- kontrola časového zpoplatnění – dálniční kupóny,
- kontroly výkonového zpoplatnění – mýtné,
- kontrola plnění podmínek pro přepravu nebezpečných nákladů,
- odborný dozor nad prací osádek vozidel v mezinárodní silniční nákladní dopravě a ve věcech mezinárodní dopravy osob,
- řízení o přestupcích.

### Ochrana přírody
- kontroly exemplářů CITES (Convenntion on International Trade in Endangered Species of Wild Fauna and Flora) při dovozu, vývozu, zpětném vývozu a tranzitu,
- kontroly ve spolupráci s orgány veterinární správy nebo rostlinolékařské péče, zda je přeprava živých exemplářů v souladu s právem Evropské unie.

### Ochrana práv duševního vlastnictví
- provádění kontrolních činností u dováženého zboží,
- kontrolní činnosti u zboží nacházející se na vnitřním trhu ČR.

### Další oprávnění

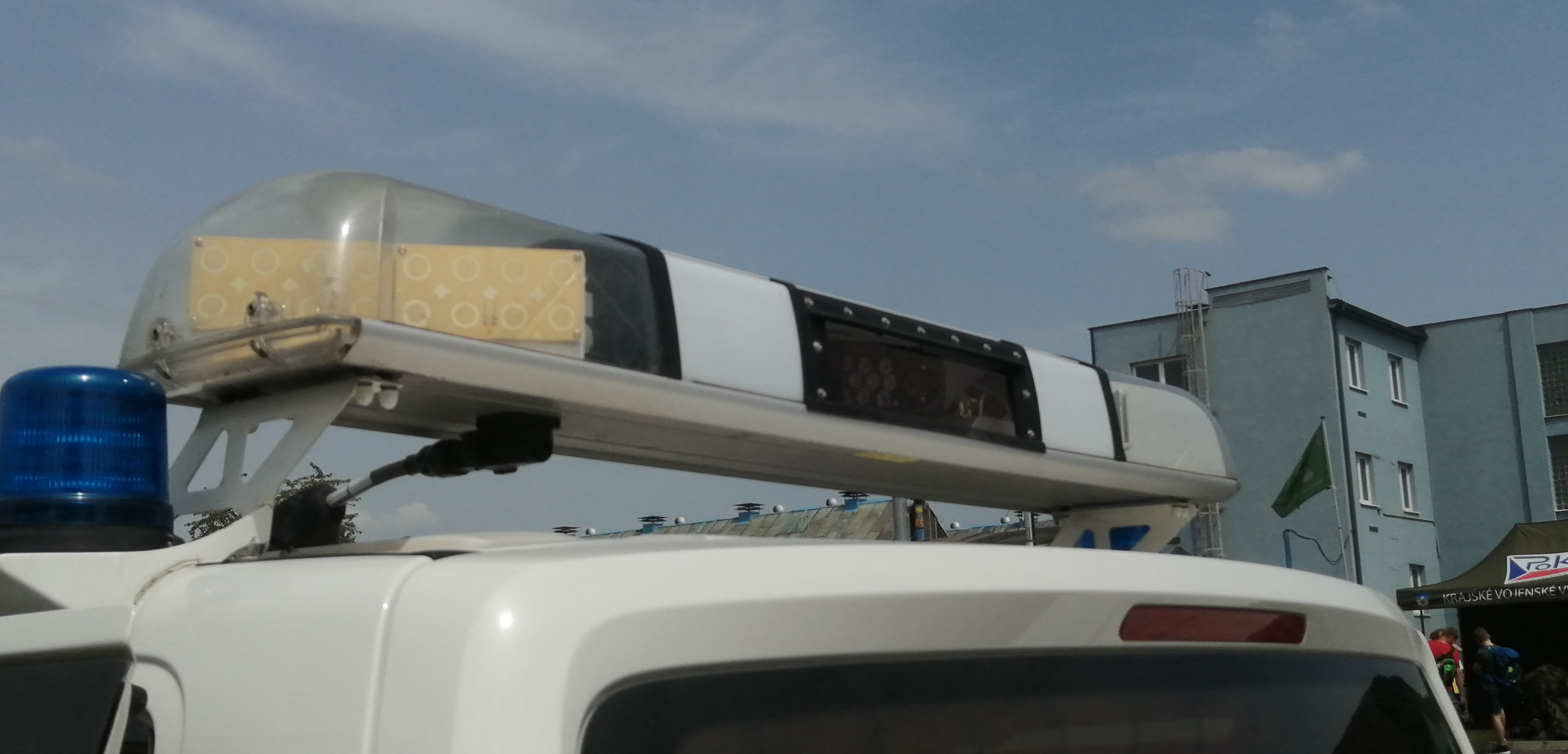
Automatická čtečka registračních značek na vozidle Celní správy

- Kontrola ohlašovací povinnosti osob při dovozu a vývozu finančních prostředků a cenných věcí
- Kontrola nakládání se surovými diamanty
- Ochrana předmětů historické a kulturní hodnoty při vývozu a dovozu
- Kontrola přepravy omamných a psychotropních látek
- Kontrola vnitrostátní i přeshraniční přepravy odpadů
- Kontrola přepravy zboží dvojího užití
- Kontrola zahraničního obchodu s vojenským materiálem a výbušninami
- Kontroly statistických údajů o odeslání a o přijetí zboží mezi členskými státy Společenství (INTRASTAT)
- ověřování údajů a kontrola plnění povinností osobami pěstujícími mák setý nebo konopí,
- potvrzování původu hroznů podle zákona o vinohradnictví a vinařství,
- kontroly při přepravě a prodeji mořských ryb a produktů aquakultury,
- kontroly v oblasti přepravy a balení reprodukčního materiálu lesních dřevin,
- výkon dalších kontrolní a evidenčních kompetencí podle zákonů o léčivech, o ochraně chmele, o odrůdách, osivu a sadbě pěstovaných rostlin a jejich uvádění do oběhu, o hnojivech, o střelných zbraních a střelivu, o rybníkářství, výkonu rybářského práva, rybářské stráži, o označování provozoven apod.

### Asistenční činnosti
Celní správa také vykonává takzvané asistenční činnosti. Ty to činnosti poskytují jednotlivé celní úřady jiným orgánům celní nebo finanční správy, Ministerstvu financí nebo Úřadu pro zastupování státu ve věcech majetkových.
Jedná se o:
- poskytování informací a podkladů,
- předvádění osob k řízení podle jiných právních předpisů, s výjimkou vojáků v činné službě a příslušníků bezpečnostních sborů,
- zajištění ochrany osob a majetku,
- zajištění dodržování veřejného pořádku v místnostech nebo prostorech určených k užívání těmito orgány.

## Služební medaile

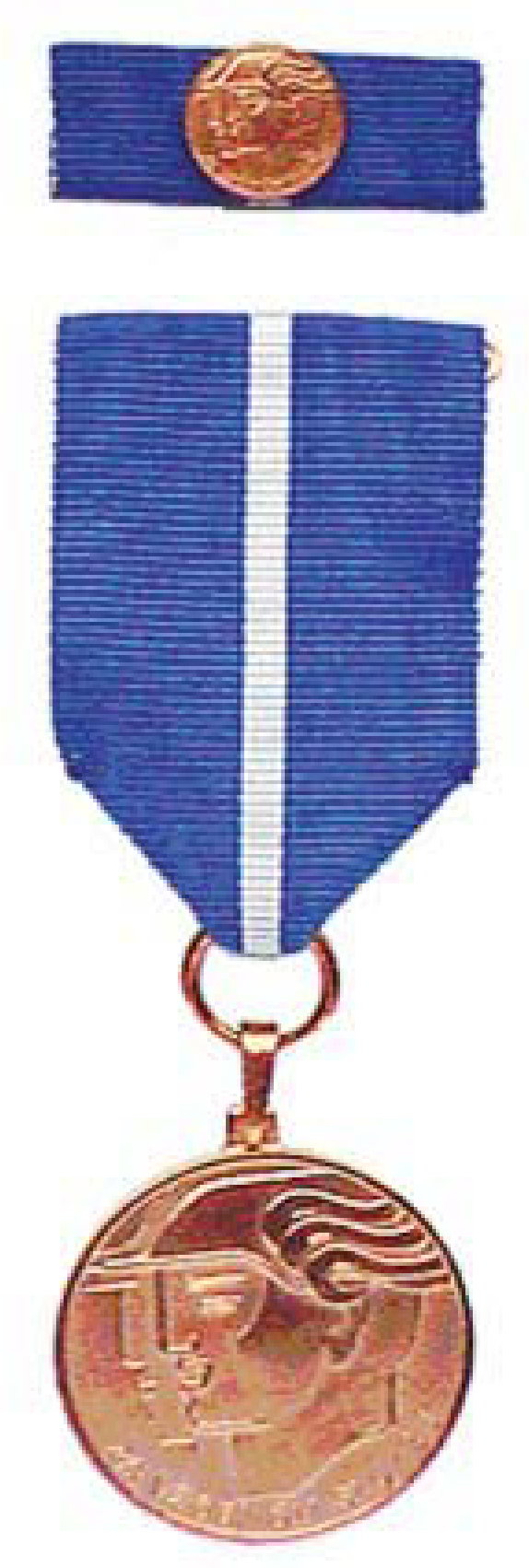
Medaile Za vzornou službu CS ČR

Podle vyhlášky Ministerstva vnitra č. 433/2004 Sb. uděluje Celní správa České republiky svým příslušníkům jednu služební medaili, a to medaili Za vzornou službu I., II. nebo III. stupně.